# 內羅畢郡

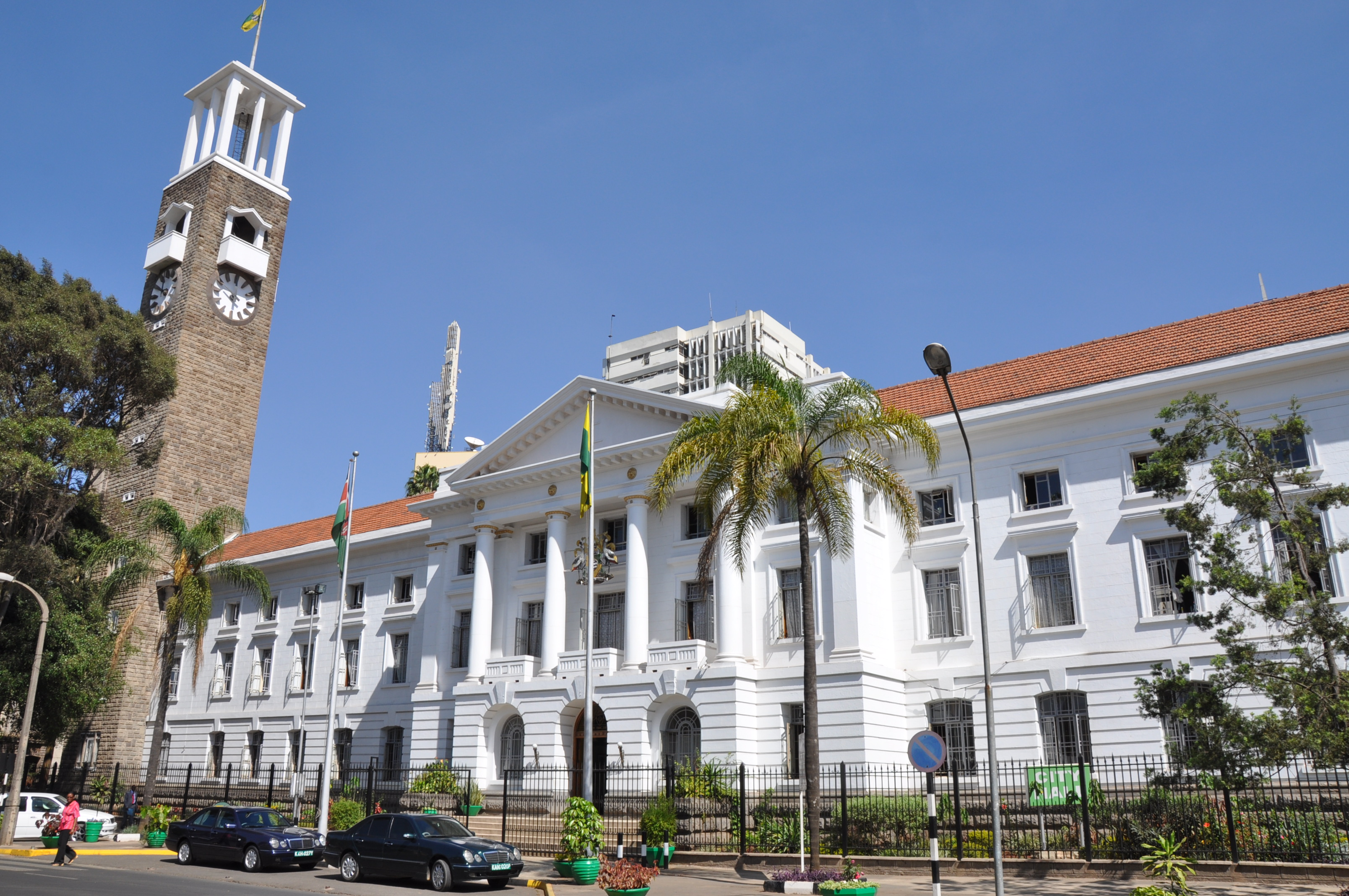

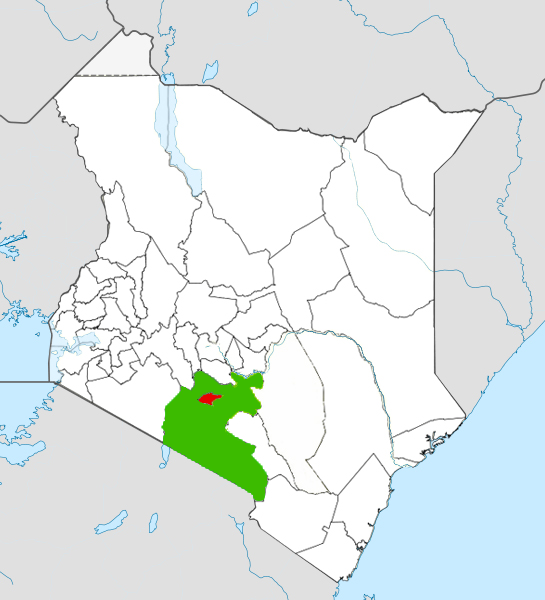

內羅畢郡（Nairobi County），是肯尼亞的一個郡，位於該國南部，首府設於奈洛比，始建於2013年3月4日，面積696平方公里，2009年人口3,375,000，人口密度每平方公里4,849.14人。